# Pijlerkapel Steenweg Asse 247

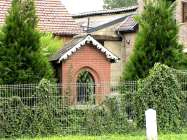
Pijlerkapel Steenweg Asse 247. Foto: Anne-Mie Havermans.

Deze O.L.V.-kapel is een pijlerkapel gelegen in Herfelingen, een deelgemeente van Pajottegem. De kapel bevindt zich op de Steenweg Asse ter hoogte van nummer 247.  

## Architectuur
De pijlerkapel is opgetrokken uit baksteen, waarbij het metselwerk in een halfsteensverband gelegd werd. De nis is in uitgevoerd in een dubbele rondboog en afgesloten met diefijzer. In de nis staat een beeld van Onze-Lieve-Vrouw. Verder is het zadeldak van de pijlerkapel bekroond met een ijzeren kruis en versierd met een getande ijzeren kroonlijst.   
De kapel ligt op de route van de Heilige Drievuldigheidsprocessie, ook wel de Paardenprocessie van Kester genoemd. 
Een lijst van gevelniskapellen die eveneens op deze ommegang liggen kan worden teruggevonden op: Lijst van gevelniskapelletjes in Herne en Lijst van gevelniskapelletjes in Gooik.